# Volkssturm
Volkssturm (phát âm tiếng Đức: [ˈfɔlks.ʃtʊɐ̯m], Nhân dân xung kích) là một lực lượng dân quân quốc gia do Đức Quốc Xã thành lập trong những tháng cuối của Thế chiến thứ hai. Tuy chiến đấu dưới sự chỉ huy của Wehrmacht, nhưng nó được thành lập và chỉ huy bởi Đảng Quốc xã theo lệnh của Adolf Hitler, và sự tồn tại của nó chỉ được công bố chính thức vào ngày 16 tháng 10 năm 1944. Những thành viên của nó được quy tập bởi các nam giới trong độ tuổi từ 16 đến 60, những người chưa từng phục vụ trong quân đội. Volkssturm là một trong những nỗ lực cuối cùng của cuộc chiến tranh toàn diện do Bộ trưởng Bộ Tuyên truyền Joseph Goebbels phát động, một phần trong nỗ lực của Đức Quốc xã nhằm vượt qua sức mạnh quân sự của kẻ thù bằng sức mạnh ý chí.

## Nguồn gốc và tổ chức

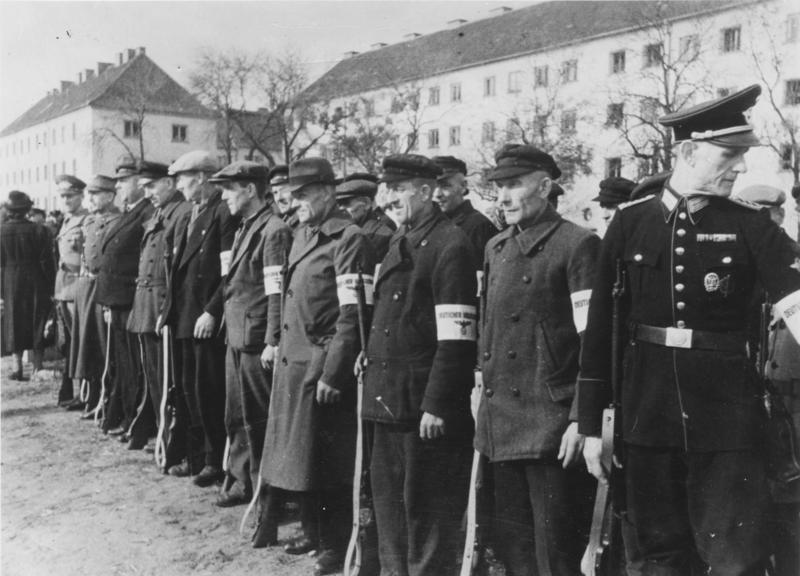
21 tháng 10 năm 1944. Một bức ảnh tuyên truyền của SS về Volkssturm; chỉ những người ở phía bên trái và ngoài cùng bên phải của hàng có vẻ là thành viên mặc đồng phục.

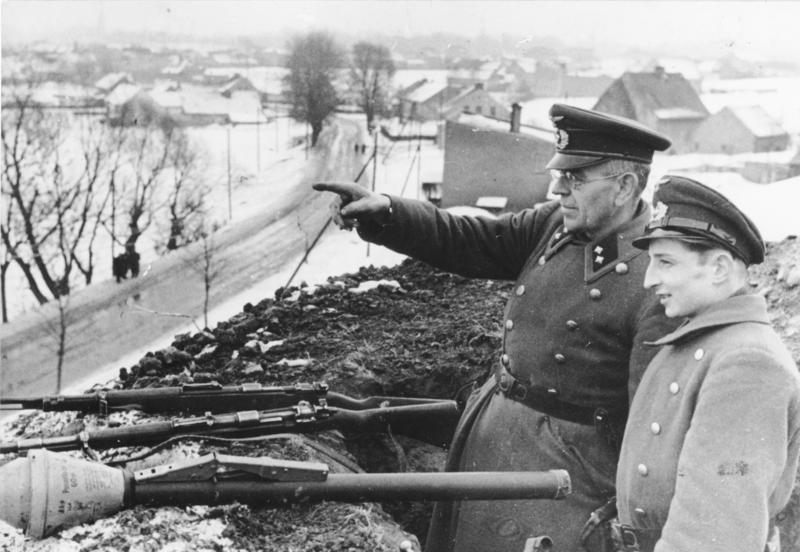
Bức ảnh này mô tả sự chênh lệch về tuổi tác giữa các thành viên, bên trái là một người đàn ông từ 50 tuổi trở lên với một cậu bé khoảng 15 hoặc 16 tuổi.

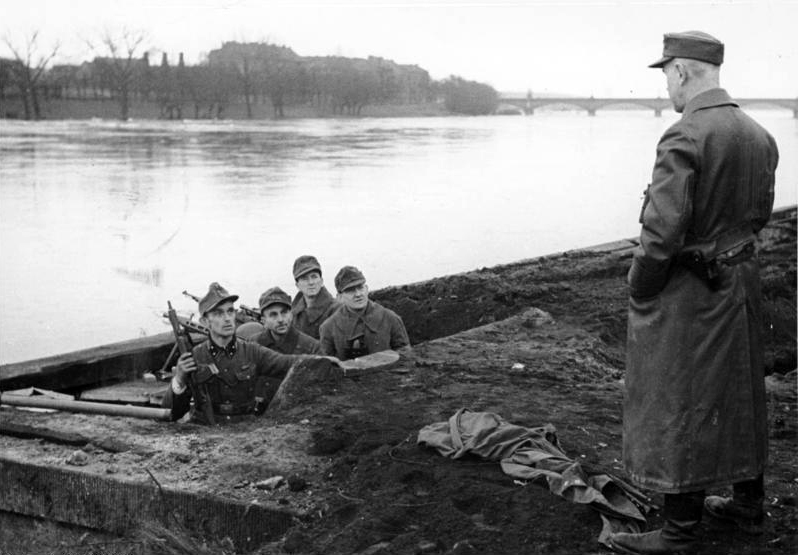
Volkssturm bảo vệ sông Oder, tháng 2/1945

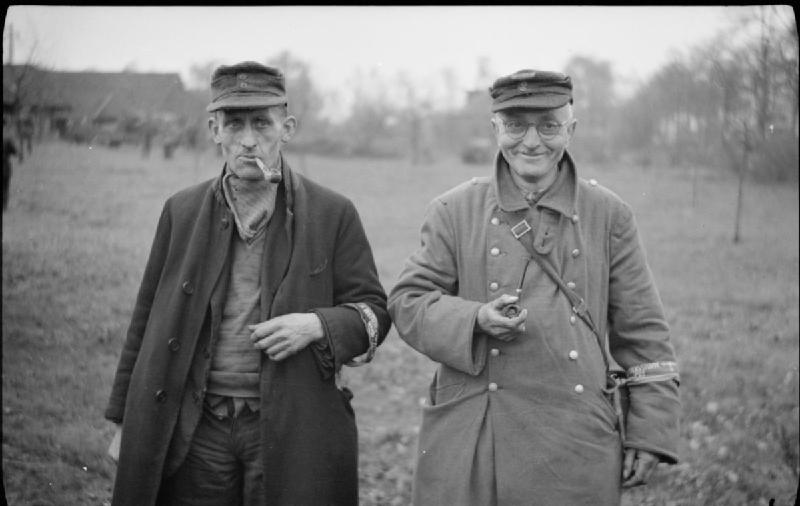
Hai thành viên của Volkssturm đầu hàng quân đội Anh gần Bocholt, ngày 28 tháng 3 năm 1945.

## Đồng phục và phù hiệu

Băng đeo tay Volkssturm.

## Đào tạo và tác động

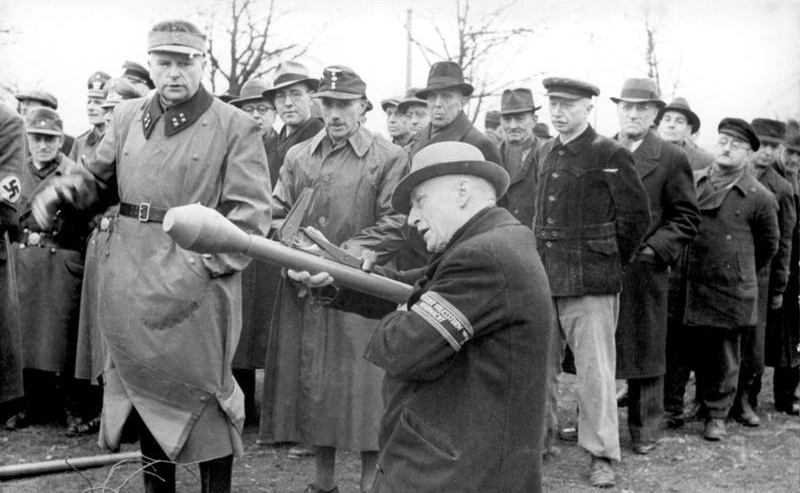
Tháng 2/1945: Các thành viên Volkssturm đang được huấn luyện sử dụng vũ khí chống tăng Panzerfaust.

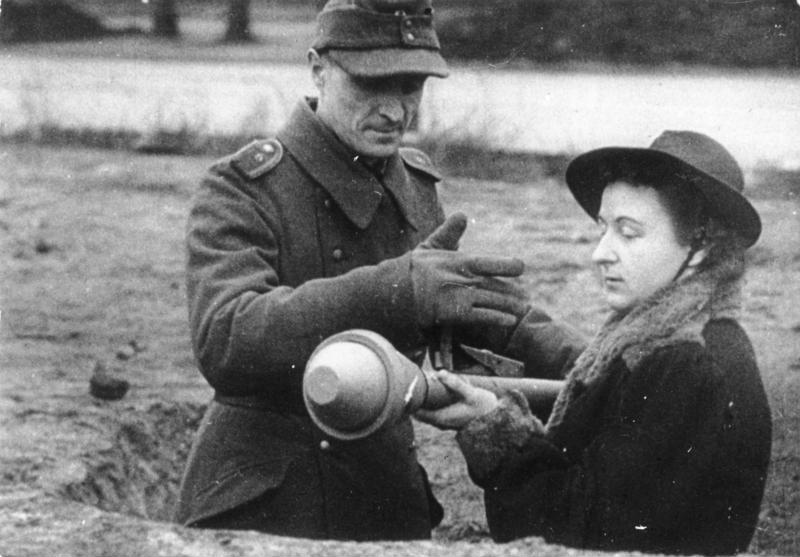
Tháng 3/1945: Một huấn luyện viên Volkssturm giải thích việc sử dụng Panzerfaust cho một nữ thường dân.